# Marc-Vivien Foé
Marc-Vivien Foé (ur. 1 maja 1975 w Jaunde, zm. 26 czerwca 2003 w Lyonie) – piłkarz kameruński, uczestnik finałów Mistrzostw Świata w 1994 i 2002 roku.
26 czerwca 2003 roku zmarł w czasie meczu reprezentacji Kamerunu w ramach Pucharu Konfederacji w 2003 roku. Był wtedy zawodnikiem Manchesteru City.

## Kariera klubowa

### Canon Jaunde
Karierę piłkarską zaczynał w jednym z najsłynniejszych klubów w Afryce, kameruńskim klubie Canon Jaunde. Grał tam do grudnia 1995 roku. Zdobył z tym klubem dwa razy Puchar Kamerunu w 1993 roku i 1995 roku.

### RC Lens
W 1995 roku przeszedł do klubu francuskiego RC Lens, gdzie szybko trafił do pierwszej jedenastki klubu i został gwiazdą ligi francuskiej. W sezonie 1995/96 w barwach RC Lens zadebiutował już w pierwszym meczu ligowym zremisowanym bezbramkowo z AJ Auxerre. W Pucharze UEFA Lens również szło dobrze. Foé doprowadził swój zespół do zwycięstw nad drużynami: luksemburskim FC Anevir Beggen 7:0 i 6:0 i Czernomorcem Odessa 0:0 i 4:0, który wcześniej wyeliminował Widzew Łódź. W trzeciej rundzie Foé został wraz z klubem wyeliminowany przez czeski klub Slavia Praga. Na koniec sezonu 1995/96 wraz z klubem zajął piąte miejsce w lidze i awansował do Pucharu UEFA, w którym już w pierwszej rundzie Lens i Foé odpadli po dwumeczu z S.S. Lazio 0:1 i 1:1. Natomiast w lidze z RC Lens zajął dopiero 13. miejsce. Następny sezon 1997/98 był wymarzonym sezonem dla Foé, gdyż sięgnął z zespołem po jedyny w historii klubu tytuł mistrza Francji wygrywając bój lepszym stosunkiem bramek z FC Metz oraz dotarł do finału Pucharu Francji jednak przegrywając na Stade de France z Paris Saint-Germain 1:2. Później okazało się, że doznał kontuzji (złamana noga), co udaremniło jego transfer do Manchester United oraz wyjazdu na Mundial do Francji. Gdy leczył kontuzję, Lens grało słabo w lidze, gdzie zajęło 6. miejsce, i w Lidze Mistrzów, gdy przegrał walkę o 1/8 finału. Po wyleczeniu kontuzji Foé opuścił klub.

### Olympique Lyon
W 1999 roku trafił za 6 milionów euro do angielskiego zespołu West Ham United. Zajął z tą drużyną wysokie dziewiąte miejsce. Dobra gra w tej drużynie zaowocowała w 2000 transferem do Olympique Lyon za 9 milionów euro. Wraz z tą drużyną grał w Lidze Mistrzów, gdzie w 1 rundzie grupowej lepsza była tylko Valencia CF, zaś w drugiej Olympique Lyon przegrał z Bayernem Monachium i Arsenalem. Klub zdobył w 2001 roku Puchar Ligi pokonując w dogrywce 2:1 AS Monaco i tytuł wicemistrza Francji, przegrywając tytuł mistrzowski różnicą czterech punktów z FC Nantes. W sezonie 2001/02 w Lidze Mistrzów zespół nie spisywał się najlepiej, gdyż Lyon odpadł w pierwszej rundzie po porażkach z FC Barcelona i Bayerem 04 Leverkusen. A w Pucharze UEFA został wyeliminowany przez czeski Slovan Liberec. Foé zdobył tytuł mistrza Francji, okazując się lepszym o dwa punkty od swojego byłego klubu RC Lens. Gdy jednak przegrał miejsce w składzie Lyonu, opuścił klub na zasadzie wypożyczenia.

### Manchester City
Po nieudanym dla Kamerunu Mundialu w Korei i Japonii w lecie 2002 roku Foé został wypożyczony do Manchesteru City. Od razu stał się jednym z wyróżniających się zawodników. Na koniec sezonu 2002/03 wraz z Manchesterem zajął dziewiąte miejsce i doprowadził klub do Pucharu UEFA.

### Reprezentacja Kamerunu
Marc-Vivien Foé zadebiutował w reprezentacji Kamerunu 22 września 1993 przeciwko Meksykowi. W 1994 zagrał na XV Mistrzostwach Świata w USA, gdzie reprezentacja Kamerunu nie wyszła jednak z grupy. W 1996 roku zadebiutował w Pucharze Narodów Afryki w Południowej Afryce, gdzie Kamerun odpadł jednak już w rundzie grupowej. W 1997 roku awansował do finałów Mistrzostw Świata we Francji, gdzie jednak nie zagrał z powodu kontuzji. W 2000 roku zdobył wraz reprezentacją z trenera Pierre'em Lechantrem Puchar Narodów Afryki. W 2001 roku po niezbyt udanym występie w Pucharze Konfederacji trenerem reprezentacji został Niemiec Winfried Schäfer. W 2002 roku po raz drugi z rzędu sięgnął po Puchar Narodów Afryki. W czerwcu rozpoczęły się Mistrzostw Świata w Japonii i Korei, gdzie Foé został uznany gwiazdą mistrzostw, mimo odpadnięcia w fazie grupowej. W 2003 roku brał też udział Pucharu Konfederacji, który dla Foé zakończył się tragicznie. Foé zagrał dla reprezentacji 64 mecze i strzelił 8 bramek.

## Śmierć

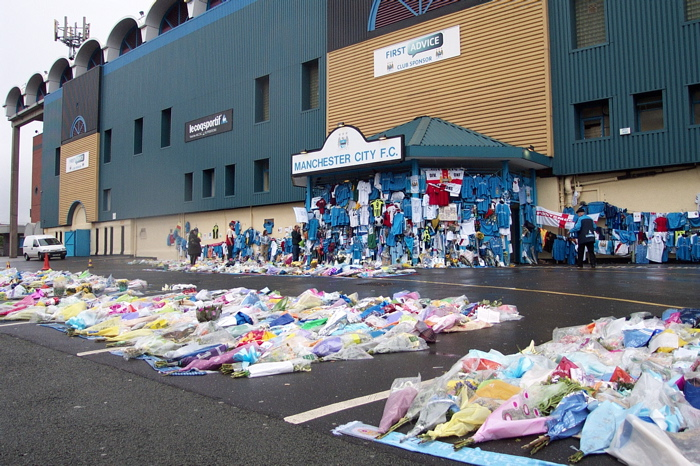
Kwiaty złożone przed stadionem Manchesteru City ku czci Marca-Viviena Foe

26 czerwca 2003 w 72. minucie meczu półfinałowego Pucharu Konfederacji FIFA reprezentacji Kamerunu z Kolumbią, Marc-Vivien Foé niespodziewanie zasłabł. Pomimo natychmiastowej pomocy trwającej 45 minut, lekarzom nie udało się go uratować i Foé zmarł wkrótce po przewiezieniu do szpitala. Mecz ten był rozgrywany na Stade Gerland w Lyonie – klubowym stadionie drużyny Olympique Lyon, w której Foé grał przez 3 sezony. Autopsja wykazała, że przyczyną śmierci piłkarza był atak serca, który był spowodowany niewykrytą wcześniej kardiomiopatią przerostową.
Mimo tragedii Kameruńczycy zdecydowanie wypowiadali się, aby reprezentacja ich kraju nie zrezygnowała z udziału w meczu finałowym przeciwko Francji, by w ten sposób uczcić pamięć Foé. Komisarz meczu finałowego, Michał Listkiewicz, potwierdził dwa dni przed meczem, iż finał zostanie rozegrany zgodnie z programem.
29 czerwca 2003 na stadionie Stade de France w podparyskim St. Denis odbył się finał Pucharu Konfederacji pomiędzy reprezentacją Kamerunu a reprezentacją Francji. Wcześniej piłkarze, trenerzy oraz kibice uczcili pamięć Foé minutą ciszy. Mecz wygrali Francuzi 1:0 po złotym golu w 97. minucie Thierry'ego Henry'ego, który zadedykował go dla Foé. Po meczu na dekorację wprowadzając swoich kolegów kapitanowie Rigobert Song (Kamerun) oraz Marcel Desailly (Francja) nieśli wielki portret Foé. Piłkarze mieli na rękawach koszulki czarne opaski. Marcel Desailly trofeum Pucharu Konfederacji zadedykował właśnie Foé.
Numer "17" jest zastrzeżony w piłkarskiej reprezentacji Kamerunu oraz we francuskich klubach Olympique Lyon i RC Lens. Wcześniej manager Kevin Keegan ogłosił, że zastrzeżony został również numer 23, z którym Foe grał w Manchesterze City.
11 listopada 2003 został zorganizowany mecz, gdzie piłkarska reprezentacja Kamerunu zmierzyła się z zespołem gwiazd rozegranym w Lyonie dla uczczenia pamięci zmarłego na tym boisku Foé. Kamerun wygrał 3:1, ale wynik miał dla kolegów zmarłego znaczenie drugorzędne. Wśród kameruńskich graczy i 23 962 widzów dominowało uczucie spełnienia obowiązku uczczenia pamięci Foé. W zespole gwiazd, nazwanym "Teamem Przyjaźni", zagrali tacy piłkarze, jak Thierry Henry, Robert Pirès, Sylvain Wiltord i Nicolas Anelka; gola strzelił Brazylijczyk Sonny Anderson – kolega Foé z Olympique Lyon. Dochód z tego spotkania przeznaczony został na fundusz charytatywny, którym kieruje wdowa po Foé, Marie-Louise.

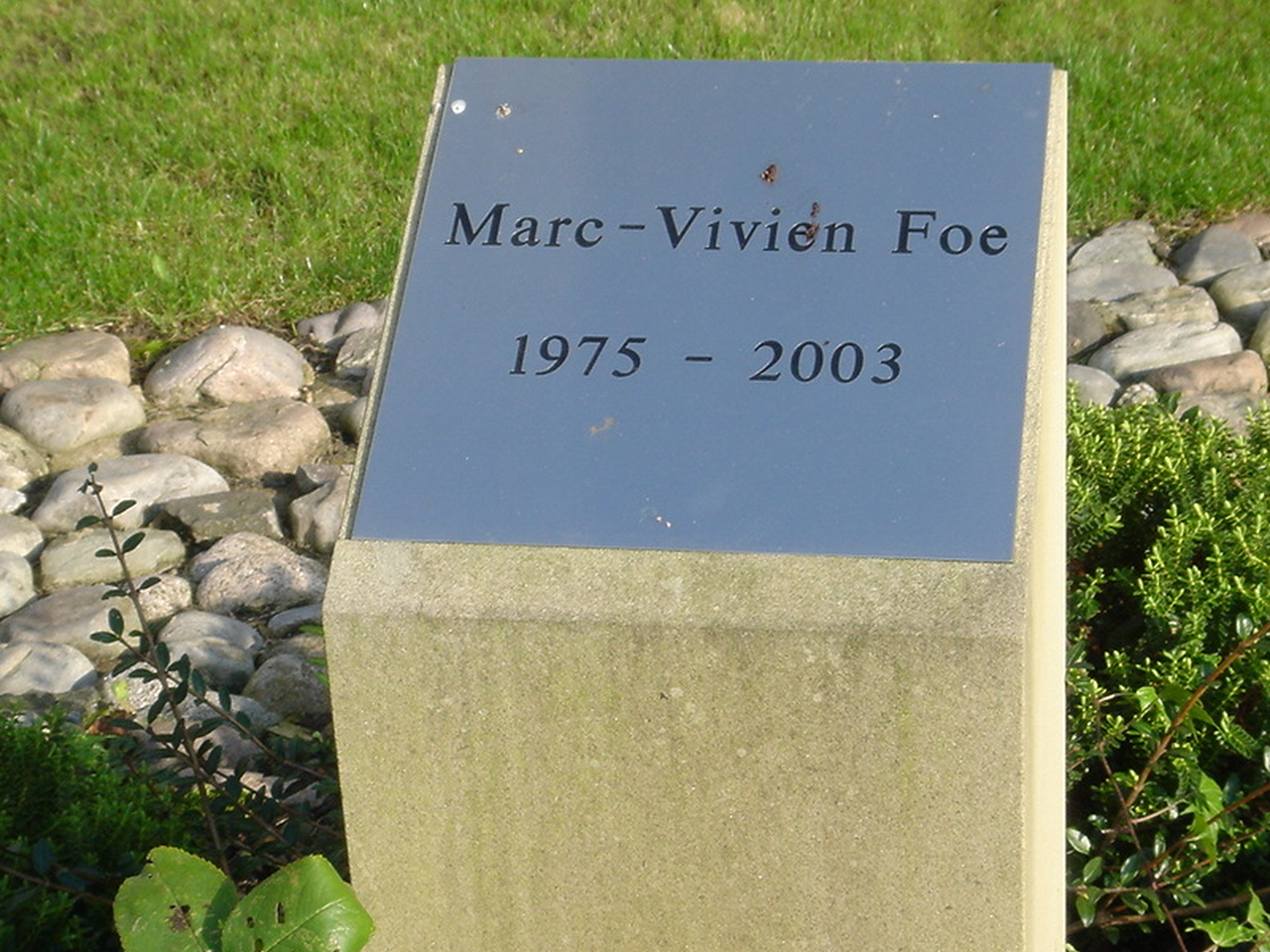
Upamiętnienie w Manchesterze

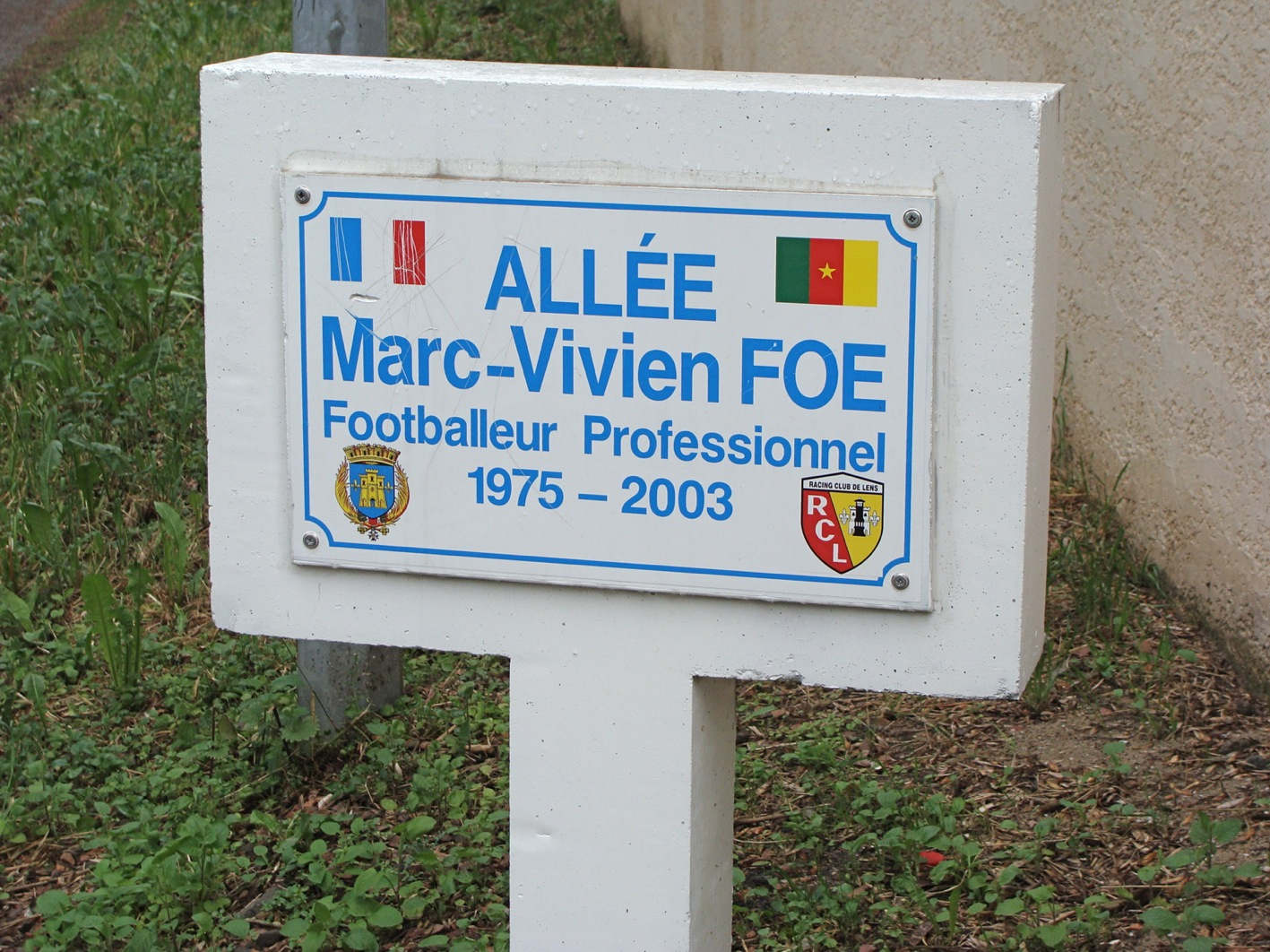
Upamiętnienie w Lyonie

## Sukcesy

### Canon Jaunde
- 1993 Puchar Kamerunu[11]
- 1995 Puchar Kamerunu

### RC Lens
- 1998 mistrzostwo Francji[11]
- 1998 finalista Pucharu Francji
- 1999 Puchar Ligi

### Olympique Lyon
- 2001 Puchar Ligi[11]
- 2002 mistrzostwo Francji
- 2002 Superpuchar Francji

### Reprezentacja Kamerunu
- 2000 Puchar Narodów Afryki
- 2002 Puchar Narodów Afryki[11]
- 2003 srebrny medal Pucharu Konfederacji pośmiertnie[11]